# Valcebollère
Valcebollère – miejscowość i gmina we Francji, w regionie Oksytania, w departamencie Pireneje Wschodnie.
Według danych na rok 2010 gminę zamieszkiwały 43 osoby, a gęstość zaludnienia wynosiła 1,7 osoby/km².